# Jönköpings och Kronobergs län
Jönköpings och Kronobergs län var ett svenskt län under 1600-talet. Det existerade i olika omgångar under åren 1654-1658,  1669–1674 och 1680–1687), innan det slutligen delades upp i Jönköpings län och Kronobergs län. Under perioden 1634-1639 fanns Smålands län som omfattade samma område. 
1679-1680 ingick dessa två län dessutom i ett gemensamt län med området för Kalmar län, där det länet då kallades Smålands län. 

## Landshövdingar
- 1654–1658: Gustaf Posse (1626–1676)
- 1670–1672: Gustaf Ribbing (1613–1693)
- 1672–1674: Hans Georg Mörner (1623–1685)
- 1680–1685: Hans Georg Mörner (1623–1685)
- 1685–1687: Robert Lichton (1631–1692)

### Fotnoter
1. ↑  ”Counties of Sweden” (på engelska). World Statesmen. http://worldstatesmen.org/Sweden_county.html#Jonkoping. Läst 13 maj 2013.